# Пригоди імператора
«Пригоди імператора» (англ. Emperor's New Groove, дослівно перекладається українською як «Нова співанка імператора») – анімаційний повнометражний фільм кіностудії  «Walt Disney Pictures» 2000 року. Прем'єра в США відбулася 15 грудня 2000 року. В Україні фільм не виходив у кінопрокат з українськомовним дубляжем; з українськомовним дубляжем стрічку вперше показали на телеканалі 1+1 у 2013 році.
Фільм було номіновано на премію Оскар у 2001 році в номінації «Краща пісня» – «My Funny Friend and Me».

## Сюжет
Кузко – молодий імператор інків, але егоїстичний і самозакоханий. Він викликає сільського старосту Пача, щоб повідомити йому, що на місці його будинку збирається побудувати інший – з басейном «Кузкотопія», і це буде подарунок до його 18-річчя. Пача намагається протестувати, але його виганяють з палацу. В цей час колишня радниця імператора, Ізма, хоче помститися Кузко за нещадне звільнення і мріє сама стати імператрицею. Вона підмовляє свого помічника Кронка отруїти імператора під час вечері, але він плутає отрути, і в підсумку Кузко перетворюється на ламу.
Ізма наказує Кронку позбутися його, проте в останній момент Кронк передумує і похапцем упускає мішок з імператором у візок Пачі, який в засмучених почуттях їде додому. Коли Кузко приходить до тями, він звинувачує Пачу в тому, що це він через злості отруїв його. Він умовляє відвести його до палацу, згадуючи, що у Ізми є таємний підвал з еліксирами, і вона зможе врятувати його. Але Пача ставить умову, що допоможе в тому випадку, якщо імператор побудує свій будинок в іншому місці. Кузко не погоджується і потрапляє до голодних ягуарів, але на допомогу йому приходить Пача. Протагоніст бреше останньому, що згоден на його умову, і вони разом вирушають до палацу.
Тим часом Ізма пустила помилкові чутки про те, що імператор помер, і проголосила себе імператрицею. Тут Кронк зізнається їй, що не вбив Кузко, і Ізмі доводиться вирушати на пошуки колишнього імператора, щоб самій знищити його. За збігом обставин всі четверо опиняються в таверні. Пача підслуховує розмову Ізми з Кронком, в якому вона обговорює план помсти, і намагається попередити Кузко. Але той переконаний, що Ізма добра до нього, і свариться з Пачею. Незабаром він чує ту ж саму розмову і розуміє, що Ізма збирається вбити його.
Кузко розуміє, що Пача мав рацію, і хоче помиритися з ним. Примирення відбулося, але в цей час Ізма приходить додому до Пачі в надії, що Кузко ховається там. Сім'я Пачі відволікає Ізму і Кронка, в той час, як імператор з Пачею відправляються в лабораторію Ізми. Але їх наздоганяють, і Ізма наказує варті зловити їх. Пача забирає кілька пляшечок із зіллям (Куско п'є їх під час втечі від варти), але вони не перетворюють Куско в людину. Залишаються дві пляшечки з зіллям, одна з яких розбивається, і Ізма перетворюється в кошеня.
Між Куско і Ізмою йде боротьба за протиотруту, і вона дістається імператору. Він знову стає людиною і скасовує своє рішення про «Кузкотопію». Імператор вирішує обмежитися тим, що будує невелику дачу на сусідньому пагорбі біля будинку сім'ї Пачі, а Ізма отримує кілька років виправних робіт в скаутському таборі.

## У ролях
- Девід Спейд — імператор Куско
- Джон Гудмен — Пача
- Ерта Кітт — Ізма
- Патрік Варбертон — Кронк
- Венді Мелік — Чіча
- Джон Фідлер — старий
- Том Джонс — вокал

## Український дубляж
- Андрій Федінчик — Кузко
- Олександр Ігнатуша — Пача
- Лариса Руснак — Ізма
- Олексій Богданович — Кронк
- Наталя Ярошенко — Чіча
- Назар Твердак — Тіпо
- Софія Масаутова — Чака
- Мельник Ірина — Офіціантка
  - А також: Валерій Шептекіта, Сергій Солопай, Іван Марченко, Дмитро Сова та інші

Фільм дубльовано студією «Le Doyen» на замовлення «Disney Character Voices International» у 2013 році.
- Режисер дубляжу — Костянтин Лінартович
- Перекладач тексту і пісні — Сергій Ковальчук
- Музичний керівник — Тетяна Піроженко
- Творчий керівник — Michal Wojnarowski

Пісні:
 «Обертається цей світ навколо нас» виконують — Тетяна Піроженко і Володимир Трач

## Кошторис та касові збори
При бюджеті фільму в 100 млн доларів, збори у світі склали 169 млн доларів.